# Prix France Musique-Sacem de la musique de film
Vous pouvez aider à l'améliorer ou bien discuter des problèmes sur sa page de discussion.
- Il doit être recyclé. La réorganisation et la clarification du contenu sont nécessaires. (Marqué depuis septembre 2017)
- Il est à actualiser. Certains passages sont obsolètes ou annoncent des événements désormais passés. (Marqué depuis décembre 2016)

Le prix France Musique - Sacem de la musique de film est un prix annuel créé en 2006 et décerné par France Musique et la SACEM au compositeur d'une musique de film originale. Le lauréat reçoit en récompense la commande d'une œuvre inédite.

## Sélection et récompenses
Une présélection de treize musiques originales de films européens, sortis en salle l'année précédente et éditées sous la forme de phonogramme ou de vidéogramme, est réalisée par France Musique et présentée au jury. Le lauréat reçoit en récompense la commande d'une composition musicale pour orchestre inédite d'une durée approximative de vingt minutes et d'un effectif maximum de 3 flûtes, 3 hautbois, 3 clarinettes, 3 bassons, 4 cors, 3 trompettes, 3 trombones, 1 tuba, 1 timbales, 3 percussions, 1 harpe, 1 piano, 14 premiers violons, 12 seconds violons, 10 alto, 8 violoncelles, 6 contrebasses. Après délibération, le Prix, d'un montant de 7 000 euros (montant pour 2009), est remis au vainqueur dans les studios de la Maison ronde et le résultat annoncé au public lors du concert organisé à cet effet et retransmis par la chaîne musicale de service public. L'œuvre composée par le lauréat est créée par l'une des formations musicales de Radio France lors du concert public du Prix suivant. Un lauréat ne peut être à nouveau présélectionné qu'après un délai de cinq ans.

## Jurys
Le jury est formé de sept à huit personnes différentes chaque année : compositeurs, musicologues, producteurs de radio et membres de la direction de Radio France, France Musique, France Culture et de la SACEM. Le jury de l'édition 2011 est composé des compositeurs Jean-Michel Bernard, Éric Demarsan et Bruno Letort, du cinéaste et critique Thierry Jousse, d'Aline Jelen pour la Sacem et de Mitsou Carré, Jean-Pierre Le Pavec et Olivier Morel-Maroger pour France Musique. En 2010, le jury est formé par Édith Canat de Chizy, Bruno Coulais, Marc-Olivier Dupin, Bruno Fontaine, Bruno Letort et Jean-Claude Petit (compositeurs), Marc Voinchet pour France Culture, Marc-Olivier Dupin et Bruno Letort pour France Musique, Édith Canat de Chizy, Aline Jelen et Jean-Claude Petit pour la SACEM.

## Concerts des Prix
Rondeau à l'Aquila pour piccolo et orchestre, la composition de Carlo Crivelli, lauréat de l'édition 2010 pour la musique du film de Marco Bellocchio, Vincere, est créée le 25 octobre 2011 par l'Orchestre philharmonique de Radio France dirigé par Gwennolé Rufet, Nels Lindeblad (flûte) et Svetlin Roussev (violon) lors du concert donné au Trianon à Paris, présenté par Thierry Jousse, cinéaste, critique de cinéma, animateur de l'émission de France musique Cinéma song, et retransmis sur la chaîne musicale. L'orchestre joue également lors du concert les musiques d'autres compositeurs sélectionnés comme Au fond des bois (Bruno Coulais), Le Discours d'un roi (Alexandre Desplat), Le Talentueux Mr Ripley et La Lune dans le caniveau (Gabriel Yared).
Rêves et Désirs de Leo Sujatovich, lauréat 2009 pour Telepolis est créé par le « Philharmonique » (Christophe Mangou, direction) le 2 juillet 2010, Salle Olivier Messiaen de la Maison de Radio France, suivi par Docteur Jivago et Lawrence d'Arabie (Maurice Jarre), Le train sifflera trois fois et L'Inconnu du Nord Express (Dimitri Tiomkin).

## Compositeurs et musiques de films sélectionnés
Bruno Coulais est le lauréat de l'édition 2011 pour la musique d'Au fond des bois de Benoît Jacquot. Les autres compositeurs et musiques de films sélectionnés étaient Cyrille Aufort (Splice), Karol Beffa (Le Fil), Marco Betta (Voyage secret), Magnus Börjeson et Fred Avril (Sound of Noise), Édith Canat de Chizy (Pas à pas), Alexandre Desplat (The Ghost Writer), André Dziezuk (Illégal), Bruno Fontaine (Cavaliers seuls), Evgueni Galperine (L'Homme qui voulait vivre sa vie), Marc Marder (La Dame de trèfle), Sarah Murcia (L'Enfance du mal), Max Richter (Elle s'appelait Sarah) et Benedikt Schiefer (Sous toi, la ville).
En 2010, Carlo Crivelli remporte le prix avec Vincere. Les autres sélections étaient Alexandre Desplat (L'Armée du crime), Vladimir Godar (Country Teacher), Krishna Levy (Loup), Flemming Nordkrog (Rien de personnel), Nicola Piovani (Joueuse), Philippe Rombi (Ricky).
Les lauréats pour les éditions 2009, 2008, 2007 et 2006 sont respectivement Leo Sujatovich (Telepolis d'Esteban Sapir), Gabriel Yared (Par effraction d'Anthony Minghella), Franco Piersanti (Le Caïman de Nanni Moretti) et Alberto Iglesias (The Constant Gardener de Fernando Meirelles).

## Lauréats
Le 4 septembre 2017, la compositrice britannique Anne Dudley reçoit le 11e prix France Musique-Sacem pour la bande originale de Elle, film de Paul Verhoeven.